# Statue du maréchal de Tourville
La statue de Tourville est une statue en marbre, située à Tourville-sur-Sienne, département de la Manche, en France,. Elle représente Anne Hilarion de Costentin de Tourville. Elle est l'œuvre du sculpteur français Joseph Charles Marin.

## Localisation
La statue est située  à Tourville-sur-Sienne, sur la Place Léon-Paul-Legraverend.

## Histoire
Anne Hilarion de Costentin, comte de Tourville, est un vice-amiral sous Louis XIV et maréchal de France (1642-1701)
Napoléon Bonaparte commande des statues destinées à orner le pont de la Concorde, statues remplacées sous la Restauration par des représentations de « gloires civiles et militaires de l'Ancien Régime ». L'oeuvre est réalisée en 1816.
La statue est placée sous le pont en 1828, mais déplacée en 1832 au château de Versailles du fait de la chute des Bourbons lors de la monarchie de Juillet.
La statue de Tourville arrive dans la ville en 1931.
Le monument fait l'objet d'une inscription au titre des monuments historiques depuis le 18 août 2006.
La statue fait l'objet d'une restauration en 2016.

## Description
Le monument est une statue en marbre de Carrare.
Le sujet de l'œuvre est présenté debout, il tient un sabre et un bâton de commandement.